# Don Young
Pour les articles homonymes, voir Donald Young et Young.
Donald Edwin Young, dit Don Young, né le 9 juin 1933 dans le comté de Sutter (Californie) et mort le 18 mars 2022 à l'aéroport international de Seattle-Tacoma à SeaTac (Washington), est un homme politique américain. Membre du Parti républicain, il siège à la Chambre des représentants des États-Unis pour l'Alaska de 1973 à 2022.

## Biographie
Après avoir obtenu un associate degree en 1952, Don Young sert dans l'armée américaine pendant deux ans, puis décroche un baccalauréat universitaire à l'université d'État de Californie à Chico en 1958.
En 1959, il s'installe en Alaska[réf. nécessaire] qui vient tout juste de devenir le 49e État américain. Il est élu maire de Fort Yukon en 1960, puis membre de la Législature de l'Alaska, d'abord à la Chambre des représentants en 1966 et au Sénat en 1970.
En 1972, il est candidat à la Chambre des représentants des États-Unis dans l'unique district de l'Alaska. Avec 43,8 % des voix, il est battu par le démocrate Nick Begich, disparu quelques semaines auparavant dans un crash d'avion. Begich étant déclaré mort, une élection partielle a lieu le 6 mars 1973. Don Young remporte l'élection avec 53,8 % des suffrages face au démocrate William Hensley.
De 1976 à 1988, Don Young est réélu tous les deux ans en rassemblant au moins 55 % des voix. Au début des années 1990, il bat le démocrate John Devens avec des scores plus serrés ; il reçoit le soutien de 51,7 % des électeurs en 1990 et 46,8 % en 1992. De 1994 à 2006, il est réélu avec des scores compris entre 55 et 75 % des suffrages.
Avant les élections de 2008, il est cité dans un scandale de corruption. Il ne remporte la primaire républicaine que d'une centaine de voix face à Sean Parnell. Lors de l'élection générale, il n'est réélu qu'avec que 50,1 % des voix face au démocrate Ethan Berkowitz (45 %). Il est réélu avec plus de 63 % des suffrages en 2010 et 2012. En 2014, sa candidature réunit 51 % des voix face au démocrate Forrest Dunbar (41 %) et au libertarien Jim McDermott (8 %).
À la Chambre des représentants, il préside la commission des ressources naturelles du 104e au 106e congrès, puis la commission du transport et des infrastructures du 107e au 109e congrès.
Bien qu'il ait fait l'objet de plusieurs enquêtes du département de la Justice et du comité d'éthique de la Chambre, il n'a jamais été condamné.

### Vie privée
Sa première femme Lu Young, une autochtone d'Alaska, est décédée en 2009. Le 9 juin 2015, jour de son 82e anniversaire, il épouse en secondes noces Anne Garland Walton.

## Historique électoral

### Chambre des représentants
| Année | Don Young | Démocrate | Indépendant | Lib     | AIP    | Vert    |
| ----- | --------- | --------- | ----------- | ------- | ------ | ------- |
| Année |           |           |             |         |        |         |
| 1972  | 43,76 %   | 56,24 %   | —           | —       |        | —       |
| 1973  | 51,41 %   | 48,59 %   | —           | —       |        | —       |
| 1974  | 53,84 %   | 46,16 %   | —           | —       |        | —       |
| 1976  | 71,00 %   | 29,00 %   | —           | —       |        | —       |
| 1978  | 55,41 %   | 44,43 %   | —           | —       |        | —       |
| 1980  | 73,79 %   | 25,82 %   | —           | —       |        | —       |
| 1982  | 70,84 %   | 28,72 %   | —           | —       |        | —       |
| 1984  | 55,02 %   | 41,68 %   | 3,15 %      | —       |        | —       |
| 1986  | 56,47 %   | 41,08 %   | —           | 2,32 %  |        | —       |
| 1988  | 62,50 %   | 37,25 %   | —           | —       |        | —       |
| 1990  | 51,66 %   | 47,84 %   | —           | —       |        | —       |
| 1992  | 46,78 %   | 42,82 %   | —           | —       | 6,29 % | 3,99 %  |
| 1994  | 56,92 %   | 32,74 %   | —           | —       |        | 10,22 % |
| 1996  | 59,41 %   | 36,42 %   | —           | —       | 2,15 % | 1,93 %  |
| 1998  | 66,65 %   | 34,59 %   | —           | —       | —      | 2,65 %  |
| 2000  | 69,56 %   | 16,54 %   | —           | 1,75 %  | 3,68 % | 8,18 %  |
| 2002  | 74,66 %   | 17,32 %   | —           | 1,67 %  | —      | 6,35 %  |
| 2004  | 71,34 %   | 22,44 %   | —           | 2,39 %  | —      | 3,83 %  |
| 2006  | 56,57 %   | 40,01 %   | 0,69 %      | 1,72 %  | —      | 0,78 %  |
| 2008  | 50,14 %   | 44,97 %   | —           | —       | 4,50 % | —       |
| 2010  | 68,96 %   | 30,51 %   | —           | —       | —      | —       |
| 2012  | 63,94 %   | 28,61 %   | 1,93 %      | 5,19 %  | —      | —       |
| 2014  | 50,97 %   | 40,97 %   | —           | 7,61 %  | —      | —       |
| 2016  | 50,32 %   | 36,02 %   | 2,95 %      | 10,31 % | —      | —       |
| 2018  | 53,08 %   | 46,50 %   | —           | —       | —      | —       |
| 2020  | 54,40 %   | —         | 45,26 %     | —       | —      | —       |